# 西魏国
西魏国，中国楚汉之际时期封国。
前208年，魏咎在临济复兴魏国，被章邯所灭。九月，其弟魏豹称魏王。前206年，项羽分封诸侯，将魏国一分为二，以司马卬为殷王，魏王魏豹迁移为西魏王，都城在平阳（今山西省临汾市）。以满足项羽占领魏国故地。前205年九月，韩信灭西魏，西魏国为河东郡、上党郡。